# Скворцова, Матрёна Ермолаевна
Матрёна Ермолаевна Скворцова (25 марта 1898 года, с. Карабалты, Аулиетинский уезд, Сырдарьинская область, Российская империя — дата смерти неизвестна, село Калининское, Калининский район, Фрунзенская область) — звеньевая колхоза «Красный Восток» Калининского района Фрунзенской области, Киргизская ССР. Герой Социалистического Труда (1948).

## Биография
Родилась в 1898 году в крестьянской семье в селе Карабалты. Окончила начальную школу.
С 1919 года трудилась разнорабочей, на железной дороге, в сельском хозяйстве. С началом коллективизации вступила в колхоз «Красный Восток» Калининского района. Трудилась рядовой колхозницей, позднее была назначена звеньевой полеводческого звена.
В 1947 году звено Матрёны Скворцовой вырастило в среднем по 875,01 центнера сахарной свёклы с каждого гектара на участке площадью 2 гектара. Указом Президиума Верховного Совета СССР от 26 марта 1948 года «за получение высоких урожае сахарной свёклы» удостоен звания Героя Социалистического Труда с вручением ордена Ленина и золотой медали «Серп и Молот».
Этим же указом звания Героя Социалистического Труда были удостоены председатель колхоза Николай Петрович Дородный, бригадир Захар Васильевич Дубинецкий и звеньевая Ульяна Григорьевна Попова.
В последующее время по результатам государственной проверки колхозной отчётности выяснилось, что председатель колхоза Николай Петрович Дородный подал в 1947 году недостоверные сведения по урожайности в колхозе и завысил показатели по уборке сельскохозяйственных культур. Отмечалось, что по результатам проверки было выявлено невыполнение планов по посевным площадям на 82 гектара и был завышен валовый сбор пшеницы. Постановлением Верховного Совета СССР № 22 от 19 декабря 1952 года по отношению к Николаю Петровичу Дородному Указ о его награждении званием Героя Социалистического Труда был отменён. Дело о приписках председателя колхоза было передано в следственные органы. Матрёна Скворцова сохранила свой почётный статус Героя Социалистического Труда.
После выхода на пенсию проживала в родном селе.
Дата смерти не установлена.